# Correo Americano del Sur
El Correo Americano del Sur fue un periódico publicado por órdenes de José María Morelos en Oaxaca durante la ocupación de los insurgentes de 1813. Su objetivo primordial era dar a conocer las causas, las campañas y cierta correspondencia de los dirigentes de la insurrección de la guerra de Independencia de México. Dio continuidad al periódico Despertador de Michoacán, aunque su antecesor inmediato fue el periódico Sud.

## Publicaciones
El Correo Americano del Sur fue publicado durante nueve meses en la imprenta del fraile filipense José María Idiáquez, a la cual se rebautizó como Imprenta Nacional del Sur. Debería salir a la venta todos los jueves con un costo de 2 reales, distribuyéndose en las casas de aduana y el estanco de la ciudad de Oaxaca. El primer número se vendió el jueves 25 de febrero de 1813 y el último el 25 de noviembre del mismo año. Salieron a la venta 39 números regulares y 5 números extraordinarios. La extensión de la publicación era regularmente de un solo pliego.
Sus principales articulistas fueron José Manuel de Herrera bajo el seudónimo de "Juan del Desierto" y Carlos María de Bustamante, ambos fueron directores del periódico. Fueron dadas a conocer las campañas de los insurgentes, así como cierta correspondencia mantenida entre sus dirigentes. Asimismo también tenía como objetivo contrarrestar "el artificio y la calumnia" que se publicaba en la Gazeta de México. El último número no llegó a distribuirse, pues todo el tiraje que se tenía impreso fue destruido por el general realista Félix María Calleja.